# Décasyllabe
Un décasyllabe est un vers de dix syllabes.

## Usage
Le décasyllabe (en grec, déka = « dix ») est le vers de dix syllabes.
D'après les travaux de Michel Burger, il est issu du sénaire iambique à finale en oxymoron, alors que le même mais en finale à paroxyton est à l'origine du vers de onze syllabes. Ce qui fait que le français, langue oxytonale, a adopté le décasyllabe, alors que l'italien, où domine le paroxyton, privilégie l'endecasillabo piano.
En poésie française, sa première occurrence attestée remonte au milieu du XIe siècle, dans la Vie de saint Alexis :
Cum veit le lit, esguardat la pulcele.

Le décasyllabe est le vers de la Chanson de Roland. Il est d'abord utilisé dans la poésie épique, la chanson de geste et la poésie hagiographique, puis il devient l'un des principaux vers lyriques à partir du XIIIe siècle et ce jusqu'au XVIe siècle, où l'alexandrin prend peu à peu sa place. Appelé « vers héroïque » par Joachim du Bellay dans Défense et illustration de la langue française et « vers commun » par Pierre de Ronsard, il est très utilisé par les poètes de la Pléiade, surtout à leurs débuts,,. Par exemple, Du Bellay :
Déjà la nuit en son parc amassait

Un grand troupeau d'étoiles vagabondes.
— Joachim du Bellay, L'Olive
Aux XVIIe et XVIIIe siècles, le décasyllabe est plutôt réservé à la poésie plaisante mais se trouve également chez La Fontaine en hétérométrie. Avec Sainte-Beuve, il retrouve ses lettres de noblesse et se retrouve de nouveau au sein de la poésie lyrique, au XIXe siècle, chez Victor Hugo, Gérard de Nerval, Alfred de Musset et Paul Verlaine,.

Revendiquant « porter le Dix à la puissance du Douze », Paul Valéry l'apprécie et l'utilise notamment dans Le Cimetière marin, :
Midi le juste y compose de feux

La mer, la mer toujours recommencée.
— Paul Valéry, Le Cimetière marin

## Structure
Dans sa forme classique, le décasyllabe comporte le plus souvent une césure sur la quatrième syllabe, ce qui lui donne une structure dynamique puisque le nombre de syllabes dans les deux hémistiches va croissant (4 + 6),. Par exemple :
Dedans un pré, / je vis une Naïade
— Pierre de Ronsard, Premier Livre des Amours, sonnet LXI

Ou :
Femme je suis // pauvrette et ancienne,

Qui rien ne sais ; // oncques lettre ne lus.

Au moutier vois // dont suis paroissienne

Paradis peint, // où sont harpes et luths,

Et un enfer // où damnés sont boullus

L’un me fait peur, // l’autre joie et liesse.

La joie avoir // me fais, haute Déesse,

À qui pécheurs // doivent tous recourir,

Comblés de foi, // sans feinte ni paresse :

En cette foi // je veux vivre et mourir.
— François Villon, Ballade pour prier Notre-Dame

Avec ce rythme croissant, la répartition des hémistiches est asymétrique, le premier étant simple et le second, composé. Par exemple :
Maître Corbeau, // sur un ar/bre perché
— La Fontaine

La composition peut aller jusqu’à suggérer une césure secondaire :
Vous nous voyez // cy attachez // cinq, six,
— Villon, ballade des pendus

Mais on peut aussi trouver en accompagnement le rythme décroissant 6 + 4, plus rare. Par exemple :
Sur les maisons des morts // mon ombre passe
— Paul Valéry
Ou :
Où seul avec la nuit, maussade hôtesse
— Charles Baudelaire, Un fantôme
Le rythme 5 + 5, assez rare au Moyen Âge, est plutôt réservé aux poèmes populaires. Apparu pour la première fois dans les chansons de toile, il reste fréquent dans la chanson. Il est appelé par dérision « tara tantara » par Bonaventure Des Périers,. Délaissé au XVIe siècle, raillé par Voltaire, il est de retour au XVIIIe siècle, possiblement sous l'influence de la musique, relève Henri Morier.

Au XIXe siècle, il est présent chez Victor Hugo :
La faim fait rêver // les grands loups moroses ;

La rivière court, // le nuage fuit ;

Derrière la vitre // où la lampe luit,

Les petits enfants // ont des têtes roses.
— Victor Hugo, Choses du soir

Chez Verlaine, on peut retrouver dans certains vers plaisants des échos du versant populaire du rythme. Par exemple :
Monsieur le curé, ma chemise brûle.
— Paul Verlaine

Mais il peut être mélancolique chez Musset, :
J'ai dit à mon cœur, // à mon faible cœur,

N'est-ce point assez // de tant de tristesse ?
— Alfred de Musset

Ou prendre des accents lyriques chez Baudelaire, dans La Mort des amants, par exemple, pour « un rythme « morbide » et « berceur » » qui incite notamment Villiers de l'Isle-Adam puis Debussy (dans Cinq poèmes de Charles Baudelaire) à mettre le poème en musique :
Nous aurons des lits // pleins d'odeurs légères,

Des divans profonds // comme des tombeaux,

Et d’étranges fleurs // sur des étagères,

Écloses pour nous // sous des cieux plus beaux.
— Charles Baudelaire, La Mort des amants

Verlaine reprend cette organisation interne dans un poème de La Bonne Chanson :
Et votre regard // recherchait le mien

Tandis que courait // toujours l'entretien.
— Paul Verlaine, La Bonne Chanson, XIII

Au XXe siècle, à l'instar de l'alexandrin libéré, le décasyllabe peut être senti comme un ensemble de dix syllabes. Par exemple chez Francis Jammes :
J'écris dans un vieux kiosque si touffu

qu'il en est humide et, comme un Chinois,

j'écoute l’eau du bassin et la voix

d'un oiseau – là, près de la chute (chutt !!)
— Francis Jammes, De l'angélus de l'aube à l'angélus du soir, « J’écris dans un vieux kiosque... »